# 치순음
치순음(齒脣音, dentolabial consonant) 또는 입술이소리는 순치음과 반대로 윗입술과 아랫니 사이에서 조음하는 자음이다. 기호로는 ◌͆ 로 나타낸다. 국제 음성 기호에 있는 치순음은 아래와 같다.
| IPA | 이름             | 예   | 예   | 예   | 예 |
| --- | ---------------- | ---- | ---- | ---- | -- |
| IPA | 이름             | 언어 | 철자 | 발음 | 뜻 |
| p͆   | 무성 치순 파열음 |      |      |      |    |
| b͆   | 유성 치순 파열음 |      |      |      |    |
| p͆͡f͆  | 무성 치순 파찰음 |      |      |      |    |
| b͆͡v͆  | 유성 치순 파찰음 |      |      |      |    |
| m͆   | 치순 비음        |      |      |      |    |
| f͆   | 무성 치순 마찰음 |      |      |      |    |
| v͆   | 유성 치순 마찰음 |      |      |      |    |
| ʋ͆   | 치순 접근음      |      |      |      |    |
| ⱱ͆   | 치순 탄음        |      |      |      |    |